# Danilo Riethmüller
Danilo Riethmüller (Blankenburg, 13 de noviembre de 1999) es un deportista alemán que compite en biatlón. Ganó una medalla de bronce en el Campeonato Mundial de Biatlón de 2025, en la prueba de relevo.

## Palmarés internacional
| Campeonato Mundial | Campeonato Mundial  | Campeonato Mundial | Campeonato Mundial |
| Año                | Lugar               | Medalla            | Prueba             |
| ------------------ | ------------------- | ------------------ | ------------------ |
| 2025               | Lenzerheide (Suiza) | Medalla de bronce  | Relevo             |